# První vláda Arsenije Jaceňuka
První vláda Arsenije Jaceňuka byla prozatímní ukrajinská vláda v čele s premiérem Arsenijem Jaceňukem, která se dostala k moci během tzv. Euromajdanu. Dne 27. února 2014 dostala důvěru ukrajinského parlamentu. Získala podporu zemí Evropské unie a Spojených států amerických. Rusko považuje tuto vládu za nelegitimní. Poté, co dne 24. července 2014 odešly z koalice strany UDAR a Svoboda, oznámil Jaceňuk ještě téhož dne svou demisi, kterou ale ukrajinský parlament 31. července odmítl. Po předčasných parlamentních volbách byl Jaceňuk na první schůzi nového parlamentu dne 27. listopadu 2014 schválen premiérem a jeho druhá vláda získala důvěru 2. prosince 2014.

## Hlasování pro kandidáta na ministerského předsedu Ukrajiny
27. února 2014 došlo na Nejvyšší radě Ukrajiny k hlasování podle dekretu № 800-VII «Jmenování A. P. Jaceňuka ministerským předsedou Ukrajiny", kterým se schvaluje kandidát Arsenij Jaceňuk za předsedu vlády Ukrajiny: pro jmenování hlasovalo 371 poslanců.
| Parlamentní strana                    | Pro | Proti | Zdrželo se | Nehlasovalo | Nepřítomno |
| ------------------------------------- | --- | ----- | ---------- | ----------- | ---------- |
| Strana regionů                        | 93  | 1     | 0          | 8           | 20         |
| Celoukrajinská unie «Vlast»           | 85  | 0     | 0          | 0           | 3          |
| Strana UDAR                           | 40  | 0     | 0          | 0           | 2          |
| Suverénní evropská Ukrajina           | 34  | 0     | 0          | 1           | 2          |
| Celoukrajinská unie «Svoboda»         | 36  | 0     | 0          | 0           | 0          |
| Komunistická strana Ukrajiny          | 0   | 0     | 0          | 32          | 0          |
| Hospodářský rozvoj (parlamentní klub) | 31  | 0     | 0          | 0           | 1          |
| Nezávislí                             | 52  | 0     | 2          | 2           | 4          |
| Celkem                                | 371 | 1     | 2          | 43          | 32         |

## Složení vlády
| Portfej                                | Ministr                             | Strana | Strana      | Nástup do úřadu  | Odchod z úřadu   |
| -------------------------------------- | ----------------------------------- | ------ | ----------- | ---------------- | ---------------- |
| Předseda vlády                         | Arsenij Jaceňuk                     |        | Baťkivščyna | 27. února 2014   | 2. prosince 2014 |
| 1. místopředseda vlády                 | Vitalij Jarema                      |        | nestraník   | 27. února 2014   | 19. června 2014  |
| Místopředseda vlády                    | Oleksandr Syč                       |        | Svoboda     | 27. února 2014   | 2. prosince 2014 |
| Místopředseda vlády                    | Volodymyr Hrojsman                  |        | nestraník   | 27. února 2014   | 2. prosince 2014 |
| Ministr spravedlnosti                  | Pavlo Petrenko                      |        | Baťkivščyna | 27. února 2014   | 2. prosince 2014 |
| Ministr zahraničí                      | Andrij Deščycja (pověřen řízením)   |        | nestraník   | 27. února 2014   | 19. června 2014  |
| Ministr zahraničí                      | Pavlo Klimkin                       |        | nestraník   | 19. června 2014  | 2. prosince 2014 |
| Ministr financí                        | Oleksandr Šlapak                    |        | nestraník   | 27. února 2014   | 2. prosince 2014 |
| Ministryně sociálních věcí             | Ljudmila Denisovová                 |        | Baťkivščyna | 27. února 2014   | 2. prosince 2014 |
| Ministr zdravotnictví                  | Oleg Musij                          |        | nestraník   | 27. února 2014   | 2. prosince 2014 |
| Ministr hospodářství                   | Pavlo Šeremeta                      |        | nestraník   | 27. února 2014   | 2. září 2014     |
| Ministr hospodářství                   | Anatolij Maksjuta (pověřen řízením) |        | nestraník   | 3. září 2014     | 2. prosince 2014 |
| Ministr školství a vědy                | Serhij Kvit                         |        | nestraník   | 27. února 2014   | 2. prosince 2014 |
| Ministr kultury                        | Jevhen Nyščuk                       |        | nestraník   | 27. února 2014   | 2. prosince 2014 |
| Ministr obrany                         | Ihor Těňuch (pověřen řízením)       |        | Svoboda     | 27. února 2014   | 25. března 2014  |
| Ministr obrany                         | Mychajlo Koval (pověřen řízením)    |        | nestraník   | 25. března 2014  | 3. července 2014 |
| Ministr obrany                         | Valerij Heletej                     |        | nestraník   | 3. července 2014 | 14. října 2014   |
| Ministr obrany                         | Stěpan Poltorak                     |        | nestraník   | 14. října 2014   | 2. prosince 2014 |
| Ministr vnitra                         | Arsen Avakov                        |        | Baťkivščyna | 27. února 2014   | 2. prosince 2014 |
| Ministr zemědělství                    | Ihor Švajka                         |        | Svoboda     | 27. února 2014   | 2. prosince 2014 |
| Ministr energetiky a uhelného průmyslu | Jurij Prodan                        |        | nestraník   | 27. února 2014   | 2. prosince 2014 |
| Ministr pro místní rozvoj              | Volodymyr Hrojsman                  |        | nestraník   | 27. února 2014   | 2. prosince 2014 |
| Ministr ekologie a přírodních zdrojů   | Andrij Mochnyk                      |        | Svoboda     | 27. února 2014   | 2. prosince 2014 |
| Ministr infrastruktury                 | Maksym Burbak                       |        | Baťkivščyna | 27. února 2014   | 2. prosince 2014 |
| Ministr mládeže a sportu               | Dmytro Bulatov                      |        | nestraník   | 27. února 2014   | 2. prosince 2014 |
| Ministr kabinetu ministrů              | Ostap Semerak                       |        | Baťkivščyna | 27. února 2014   | 2. prosince 2014 |